# Xestia tabiola
Xestia tabiola là một loài bướm đêm trong họ Noctuidae.